# Vyāsa (Merkurkrater)
| Vyāsa         | Vyāsa     |
| ------------- | --------- |
|               |           |
| Eigenschaften |           |
| Breite        | 43,5°N    |
| Länge         | 80°W      |
| Durchmesser   | 275 km    |
| Tiefe         | unbekannt |
| Eponym        | Vyasa     |

Vyāsa ist ein Einschlagkrater auf dem Planeten Merkur. Er ist ein alter Krater, der von zwei jüngeren Einschlägen, Stravinsky und Sholem Aleichem überlagert wird.